# Francisco Fajardo
Francisco Javier Fajardo Gil (Maracay, 8 luglio 1990) è un calciatore venezuelano, difensore svincolato.